# Nuevo Paysandú
Nuevo Paysandú è un comune dell'Uruguay, situato nel Dipartimento di Paysandú.